# Список громад Хорватії

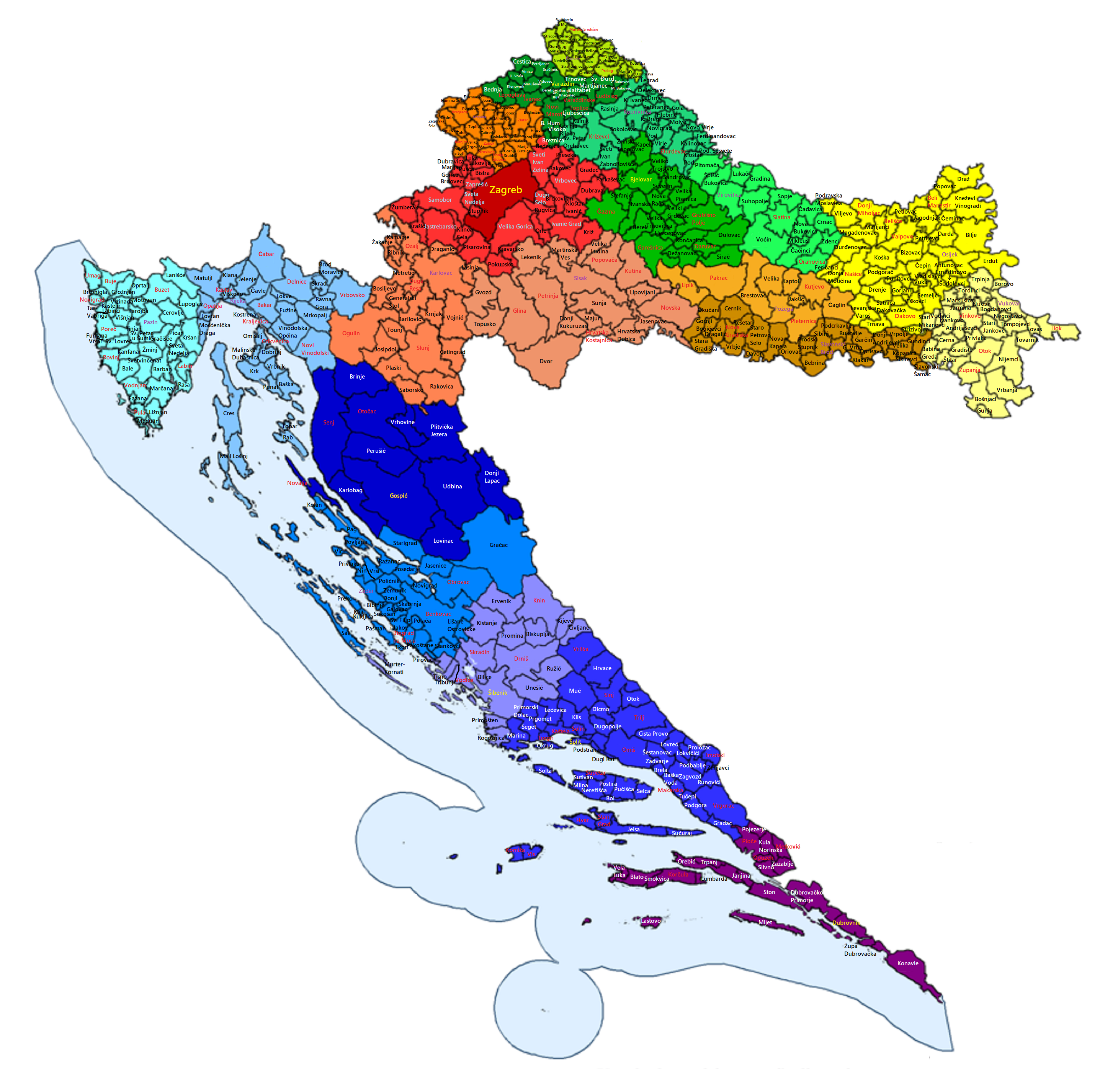
Карта адміністративно-територіального поділу Хорватії

Громада (хорв. općina) — найнижча адміністративно-територіальна одиниця Хорватії, складова частина жупанії. 
Громади, разом із містами, утворюють другий рівень адміністративного поділу країни.
Попри рівність у повноваженнях і адміністративних органах громади відрізняються від міст тим, що, як правило, складаються із сукупності сіл у сільській чи приміській місцевості, тоді як міста зазвичай охоплюють урбанізовані райони. Законодавство Хорватії визначає громади як одиниці місцевого самоврядування, які створені на території, де кілька населених пунктів представляють природні, економічні та суспільні сутності, пов'язані між собою спільними інтересами населення цієї території.
Станом на 2017 рік, 21 хорватська жупанія поділяється на 428 громад
Найменша за кількістю населення громада Цивляне, що в Шибеницько-Книнській жупанії, налічує всього 137 мешканців, а найменша за площею громада Декановець, що у Меджимурській жупанії, займає лише 6,1 км2. Найбільший за кількістю населення муніципалітет — це Вишково у Приморсько-Горанській жупанії з 14 445 жителями. Найбільшим за площею муніципалітетом є Грачаць у Задарській жупанії, який займає 957,19 км2.
Найменш населені громади: 
- Цивляне (1,7 осіб/км²)
- Удбина (2,4 осіб/км²)
- Ланище (2,8 осіб/км²)
- Ловинаць (3,2 осіб/км²)
- Карлобаг (3,6 осіб/км²)

## А
- Андріяшевці
- Антуноваць

## Б
- Бабина Греда
- Бале
- Барбан
- Барилович
- Башка
- Башка-Вода
- Бебрина
- Бедековчина
- Бедениця
- Бедня
- Белиця
- Берек
- Беретинець
- Бибинє
- Бизоваць
- Билє
- Билиці
- Бискупія
- Бистра
- Блато
- Богданівці
- Бол
- Борово
- Босилєво
- Бошняці
- Брдовець
- Брезниця
- Брезницький Хум
- Брела
- Брестовац
- Бринє
- Брод-Моравиці
- Бродський Ступник
- Бртонигла
- Будинщина
- Буковлє
- Брцковляни

## В
- Вела Лука
- Велика
- Велика Копаниця
- Велика Лудина
- Велика Писаниця
- Велика Трновитиця
- Великий Буковець
- Великий Ґрджеваць
- Велико Трговище
- Велико Тройство
- Видовець
- Вижинада
- Вилєво
- Виниця
- Винодольська Опчина
- Вир
- Високо
- Вишково
- Вишковці
- Вишнян
- Вір'є
- Владиславці
- Воджинці
- Войнич
- Вочин
- Вратишинець
- Врбаня
- Врбє
- Врбник
- Врполє
- Врсар
- Врси
- Врховине
- Вука

## Г
- Галоваць
- Гарчин
- Гвозд
- Генеральський Стол
- Герцеговаць
- Гола
- Горичан
- Горні Богичевці
- Горній Кнегинець
- Горній Михалєвець
- Горня Врба
- Горня Рієка
- Горня Стубиця
- Горяни
- Градаць
- Градець
- Градина
- Градище
- Грачаць
- Грачище
- Грожнян
- Гундинці
- Гуня

## Д
- Давор
- Дарда
- Двор
- Дежановаць
- Декановець
- Десинич
- Джелековець
- Джуловаць
- Джурдженоваць
- Джурманець
- Дицмо
- Добринь
- Домашинець
- Доні Андрієвці
- Доній Видовець
- Доній Кралєвець
- Доній Лапаць
- Доні Кукурузари
- Доня Воча
- Доня Дубрава
- Доня Мотичина
- Драгалич
- Драганич
- Драж
- Дренє
- Дреновці
- Дрнє
- Дубрава
- Дубравиця
- Дубровачко Примор'є
- Дугий Рат
- Дугополє

## Е
- Ервеник
- Ердут
- Ернестиново

## Є
- Єленє
- Єлса
- Єсенє

## Ж
- Жаканє
- Жминь
- Жумберак
- Жупа Дубровацька

## З
- Загвозд
- Загорська Села
- Задвар'є
- Зажаблє
- Зденці
- Земуник-Доній
- Златар-Бистриця
- Зміявці
- Зринський Тополоваць

## І
- Іванково
- Іванська

## Й
- Йосипдол

## К
- Кали
- Калиноваць
- Калник
- Каманє
- Канфанар
- Капела
- Каптол
- Карлобаг
- Каройба
- Каштелир-Лабинці
- Києво
- Кистанє
- Клакар
- Клана
- Кленовник
- Клинча-Села
- Клис
- Клоштар-Іванич
- Клоштар-Подравський
- Кнежеві Виногради
- Колан
- Конавле
- Кончаниця
- Коньщина
- Копривницький Іванець
- Копривницькі Бреги
- Кострена
- Коториба
- Кошка
- Краварсько
- Кралєвець-на-Сутлі
- Крапинські Топлиці
- Крашич
- Криж
- Крняк
- Кршан
- Кукліця
- Кула Норинська
- Кумровець

## Л
- Ланище
- Ласиня
- Ластово
- Леванська Варош
- Леград
- Лекеник
- Лечевиця
- Лижнян
- Липовляни
- Лишане-Островицьке
- Лобор
- Ловас
- Ловинаць
- Ловран
- Ловреч
- Локве
- Локвичиці
- Лопар
- Лука
- Лукач
- Лумбарда
- Лупоглав
- Любещиця

## M
- Маґаденоваць
- Мала Суботиця
- Малий Буковець
- Малинська-Дубашниця
- Марина
- Марія-Бистриця
- Марія-Гориця
- Маріянці
- Маркушиця
- Мартіянець
- Мартинська Вес
- Марушевець
- Марчана
- Матулі
- Маче
- Маюр
- Медулин
- Миклеуш
- Милна
- Миховлян
- Млєт
- Молве
- Мотовун
- Мощеницька Драга
- Мркопаль
- Муртер
- Муч

## Н
- Неделище
- Негославці
- Нережища
- Нетретич
- Ніємці
- Нова Буковиця
- Нова Капела
- Нова Рача
- Новий Голубовець
- Новіград
- Новіград-Подравський
- Ново Вір'є
- Нуштар

## О
- Округ
- Окучани
- Омишаль
- Оприсавці
- Опрталь
- Оребич
- Ореховиця
- Оріоваць
- Орле
- Оток

## П
- Пакоштане
- Пашман
- Перушич
- Петеранець
- Петловаць
- Петрієвці
- Петріянець
- Петровсько
- Пироваць
- Писаровина
- Питомача
- Пичан
- Плашки
- Плитвицька Єзера
- Повляна
- Подбаблє
- Подгора
- Подгорач
- Подравська Мославина
- Подравське Сесвете
- Подстрана
- Подтурен
- Подцркавлє
- Поєзер'є
- Покупсько
- Полача
- Поличник
- Поповаць
- Поповача
- Поседар'є
- Постира
- Пргомет
- Преко
- Пресека
- Прибиславець
- Привлака
- Привлака
- Приморський Долаць
- Примоштен
- Проложаць
- Промина
- Пунат
- Пунитовці
- Пучища
- Пуща

## Р
- Равна Гора
- Радобой
- Ражанаць
- Раковець
- Раковиця
- Расіня
- Раша
- Решетарі
- Рибник
- Ровище
- Рогозниця
- Ругвиця
- Ружич
- Руновичі

## С
- Саборсько
- Сали
- Сатниця Джаковацька
- Света Марія
- Света Неделя
- Светвинченат
- Светий Джурдж
- Светий Ілія
- Светий-Криж-Зачретє
- Светий Ловреч
- Светий Мартин-на-Мурі
- Светий Петар-у-Шумі
- Светий Юрай-на-Брегу
- Светі-Іван-Жабно
- Светі-Петар-Ореховець
- Светі Филип-і-Яков
- Северин
- Сегет
- Селниця
- Селця
- Семельці
- Сибинь
- Сикиревці
- Сірач
- Скрад
- Славонський Шамаць
- Сливно
- Смоквиця
- Соколоваць
- Соп'є
- Срачинець
- Станковці
- Стара Градишка
- Стариград
- Старі Мікановці
- Старі Янковці
- Старо Петрово Село
- Стон
- Страхонинець
- Стризивойна
- Стубицьке Топлиці
- Ступник
- Сукошан
- Суня
- Сутиван
- Сухополє
- Сучурай

## Т
- Тар-Вабрига
- Тинян
- Тисно
- Ткон
- Товарник
- Томпоєвці
- Топусько
- Тординці
- Тоунь
- Трибунь
- Трнава
- Трновець-Бартоловецький
- Трпань
- Трпиня
- Тухель
- Тучепи

## У
- Удбина
- Унешич

## Ф
- Фажана
- Фаркашеваць
- Фердинандоваць
- Феричанці
- Фужине
- Фунтана

## Х
- Хлебіне
- Хорватська Дубиця
- Хращина
- Хрваце
- Хум-на-Сутлі

## Ц
- Церна
- Церник
- Церовлє
- Цестиця
- Цетинград
- Цивляне
- Циста-Прово
- Црнаць

## Ч
- Чавле
- Чаглин
- Чаджавиця
- Чачинці
- Чеминаць
- Чепин

## Ш
- Шандроваць
- Шенковець
- Шестановаць
- Шкабрня
- Шодоловці
- Шолта
- Шпишич-Буковиця
- Штефанє
- Штитар
- Штригова

## Я
- Ягодняк
- Яковлє
- Якшич
- Ялжабет
- Яніна
- Ярмина
- Ясениці
- Ясеноваць